# Jitřní paní (opera)
Jitřní paní (ve slovenském originále Pani úsvitu) je opera o dvou částech a čtyřech dějstvích slovenského skladatele Bartolomeje Urbance. Libreto napsal skladatel spolu s režisérem Júliem Gyermekem podle stejnojmenné činohry španělského spisovatele Alejandra Casony z roku 1944. Premiéru měla 7. února 1976 ve Slovenském národním divadle v Bratislavě.

## Vznik, charakteristika a historie díla
Slovenský skladatel Bartolomej Urbanec se dlouho věnoval především instrumentální a filmové hudbě. V roce 1954 napsal úspěšnou zpěvohru Máje, k opeře se však obrátil až v pozdním věku. V posledním desetiletí svého života napsal tři a jednu nedokončil; první z nich byla Paní úsvitu, již napsal v letech 1971–1973.
Pro libreto si vybral drama španělského republikánského spisovatele Alejandra Casony. Pod názvem Jitřní paní bylo úspěšně hráno v českých zemích, poprvé roku 1958 v Olomouci. Na Slovensku se pod názvem Pani úsvitu v překladu Vladimíra Olerínyho hrálo nejprve roku 1967 v Divadle Jozefa Gregora Tajovského ve Zvolenu, Urbanec však o rok později několikrát zhlédl inscenaci v Krajském divadle v Nitře a velmi na něj zapůsobila. Později o tom napsal: „Toto drama přímo volá podle mého názoru po zhudebnění. Má dramatické napětí (v celku i v částech) a pro operu potřebné romantické znaky. Je to velmi poetická hra, má krásný a dnes nesmírně potřebný děj, který je navíc velmi lidský a pravdivý. Je to oslava prostého života a je to navíc příběh, který jako by se odehrál u nás, tedy ‚našský‛.“
Libreto na základě hry vypracoval Urbanec spolu s dlouholetým (1958–1991) operním režisérem Slovenského národního divadla Júliem Gyermekem. Činoherní předloha byla zjednodušena, což jí dodalo větší dějový spád a přirozenější střídání postav. Z postav byly vynechány ty stojící mimo centrální rodinu (a jedno dítě) a vesnická komunita, kterou reprezentovaly, je v opeře vyjádřena sborem za scénou. Kromě toho v opeře recitátor (rovněž za scénou) přednáší prolog a epilog. Vznikl tak „zvláštní hudebnědivadelní útvar, ve kterém se překrývají prvky tragédie, pohádky, legendy a filosofické alegorie s folklórním koloritem“ (Igor Vajda).
Urbanec se od počátku vymezoval proti slovenské hudební moderně (Eugen Suchoň, Ján Cikker), a tím spíše avantgardě 60. let; dle vlastních slov navazoval spíše na Bellu a Schneidera-Trnavského. Svůj názor na kompozici opery vysvětloval takto: „Při psaní Jitřní paní jsem se držel jednoho hezkého poznatku: opera je žánr pro nejširší masy, vysloveně demokratické umění – v nejkrásnějším smyslu slova. O tom nás ostatně poučuje její historie. A to je třeba respektovat i dnes. Samozřejmě, i v opeře byl a musí být vývoj – ale s přihlédnutím k poslání druhu. Dílo, které se vymyká dimenzím a vlastnostem opery, je lepší nazvat jinak, což se někdy i dělá. Mám-li přece něco říci o způsobu své práce na opeře, snad jen to, že nové postupy mi téměř důsledně vyplývaly z obsahu (ba přímo z textu) Casonovy hry. Ale snažil jsem se uplatnit i některé tradiční formy. To proto, aby posluchači poznali v opeře tu „svou“ operu.“ Jinde uvedl, že tuto operu psal „bez úmyslu být originální a vynalézavý“.
Hudební forma Jitřní paní je tradiční. Její předloha je typicky konverzační hra se střídáním rozhovorů a monologů, což se po hudební stránce projevuje jako střídání recitativu a árií. V popředí stojí vokální stránka díla. Recitativy zdařile vystihují spád řeči, i když jim kritika vyčítala monotónnost, v áriích se projevuje bohatá melodická invence. Objevují se některé příznačné motivy spojené s titulní postavou, s hlavním mileneckým párem Martinem a Adelou a konečně s řekou jako symbolickou hrozbou. Oproti tomu instrumentace je velmi přehledná až komorní. Orchestr spíše jen podmalovává situace a ilustruje zpívané slovo, nestačí však k psychologické charakterizaci postav ani k dramatické stavbě hudebního proudu, k dosažení hudební celistvosti opery nebo ke zvýraznění klíčových dramatických momentů.
Celkově jde nepochybně o konzervativní hudební ztvárnění a slovenský muzikolog a hudební historik Igor Vajda zařadil Jitřní paní do tzv. „retrospektivní vlny“ z doby normalizace. V této opeře lze podle něj jasně identifikovat vlivy romantismu, verismu, impresionismu a místy i španělského folklóru. Přesto označuje Jitřní paní za „svérázný retrospektivní hudební obraz, přitažlivý melodickou svěžestí“. Celkově vydařenější je podle Vajdy první část opery, ve druhé skladatelova inspirace polevuje. Z jednotlivých míst byly oceňovány scény setkání Poutnice s Angelikou, Adelina píseň o švarném rytíři na začátku druhé části a především scény s dětmi, naopak velkému milostnému duetu mezi Martinem a Adelou byla vytýkána až operetní banálnost. Vcelku se Vajda domnívá, že Jitřní paní „je více talentovanou skicou než komplexně vydařeným dílem“.
Urbancova Jitřní paní byla v SND nastudována vzorně a přístupný příběh i hudba jí zajistily i diváckou oblibu projevující se – na moderní domácí operu – poměrně vysokou návštěvností a reprízovostí. To skladatele povzbudil k práci na dvou rychle následujících operách, Tanec nad pláčem a Mistr Pavel. Jitřní paní zůstala na repertoáru do února 1979, načež uvolnila místo Tanci nad pláčem; vícekrát ji SND ani žádné jiné divadlo nenastudovalo.

## Osoby a první obsazení
| osoba          | hlasový obor | světová premiéra (7. 2. 1976)         |
| -------------- | ------------ | ------------------------------------- |
| Poutnice       | mezzosoprán  | Jaroslava Sedlářová / Ľuba Baricová   |
| Telva          | mezzosoprán  | Oľga Hanáková / Marta Meierová        |
| Matka          | mezzosoprán  | Nina Hazuchová / Jaroslava Sedlářová  |
| Adela          | soprán       | Anna Czaková / Magdaléna Hajóssyová   |
| Angelika       | soprán       | Marta Nitranová / Alžbeta Michalková  |
| Dědeček        | baryton      | Juraj Martvoň / Jozef Špaček          |
| Martin         | tenor        | Milan Kopačka / Gustáv Papp           |
| Dorina         | soprán       | Viera Braunová / Kamila Vyskočilová   |
| Andrés         | soprán       | Elena Holičková / Efrozína Gyermeková |
| Sbor za scénou |              |                                       |
| Dirigent:      | Dirigent:    | Viktor Málek                          |
| Režie:         | Režie:       | Július Gyermek                        |
| Scéna:         | Scéna:       | Vladimír Suchánek                     |
| Kostýmy:       | Kostýmy:     | Ludmila Purkyňová                     |

## Děj opery
Odehrává se v neurčeném čase v malé vesnici Asturii.

### 1. dějství
V domě rodiny Narcésů žije dědeček, matka a její (v opeře na rozdíl od činohry) dvě děti, Andrés a Dorina, dále stará služebná Telva a Martin, vdovec po nejstarší dceři, Angelice. Právě na den před čtyřmi roky, jen tři dny po svatbě s Martinem, se Angelika údajně utopila v řece. Její tělo nebylo nikdy nalezeno, a proto se ani nekonal její pohřeb. Celá rodina žije dosud ve stínu její smrti a ve smutku, protože matka míní, že všechno jiné by znamenalo zapomenout na Angeliku.
Na prahu domu se objeví zvláštní poutnice na cestě svatého Jakuba do Compostely. Protože poutníci mají přinášet domu požehnání, vpustí Narcésovi Poutnici dovnitř. Dědečkovi se jeví povědomá, ale nevzpomíná si, odkud ji zná. Děti si s ní hrají tak, že ji rozesmějí, ale její divný smích je vyplaší; Poutnice vysvětluje, že se ještě nikdy nezasmála. Je také překvapena, že cítí bít své srdce. Pak ji náhle přepadne únava a Poutnice usíná poté, co požádala děti, aby ji vzbudily před devátou hodinou. Ale než odbije devátá, musí děti na matčin pokyn samy do postele, a proto Poutnici nevzbudí.

### 2. dějství
Dědeček si přijde na to, že Poutnice je zosobněním smrti. Žena totiž vypráví, že byla ve vsi třikrát vždy tehdy, kdy někdo zemřel, a on sám se s ní kdysi setkal, když téměř zemřel před lety při důlním neštěstí, při němž zahynulo všech sedm Telviných dětí. Prosí Poutnici, aby nechala jeho rodinu být, protože se už kvůli ní natrpěli dost. Poutnice prozrazuje, že přišla kvůli Martinovi a že měla odnést v devět hodin u řeky jeho život, ale nepodařilo se jí to, protože prospala okamžik, kdy měl Martin zemřít. Pokorně vypráví, že pouze vykonává své poslání a že ji samotnou rmoutí, že musí být vždy přítomna, když někdo umírá. Vysvětluje dědečkovi, že její život není záviděníhodný – nemůže nikdy umřít, i když je smrtí samotnou. Dědeček ji nakonec lituje.
Zatím se vrací Martin, který byl v polích. Přináší odtamtud omdlelou dívku jménem Adela, která chtěla spáchat sebevraždu skokem do vody. Chce dívce pomoci a přes matčino zdráhání ji odnáší do bývalého Angeličina pokoje. Poutnice je překvapena, protože si uvědomuje, že byla poslána vlastně pro Adelu, aniž o tom věděla. Předpovídá však, že Adela ji bude znovu hledat o úplňku za sedm měsíců a napodruhé ji najde. Poutnice odchází pokračovat ve své cestě a na rozloučenou říká dědečkovi, že on a jeho rodina budou šťastni z jejího návratu, přestože až se vrátí, bude to proto, aby si odnesla Adelin život.

### 3. dějství
Uplynulo sedm měsíců, předvečer svatojánské noci. Adela se stala součástí rodiny, nevědomky převzavši někdejší úlohu Angeliky coby dcery, milenky a sestry, a je poprvé v životě šťastná. Snaží se potěšit matku tím, že nosí Angeličiny šaty, vykonává Angeličiny práce a vůbec se snaží co nejvíce podobat Angelice. Dokonce matku oslovuje „matko“ a vychovává „sourozence“ spolu s Telvou; hraje si s nimi a zpívá jim píseň o rytíři. Jen Martin se jí straní a je k ní hrubý.
Dědeček má strach, protože dnes se má vrátit Poutnice. Vyzvídá od Adely, zda ji něco netrápí, ale ta to popírá. Poutnice skutečně přichází, hraje si opět s dětmi a krátce hovoří s Adelou, kterou si má dnes večer odvést. Pak mluví s dědečkem, který se ji snaží přesvědčit, aby je nechala na pokoji, a vypráví jí o smrti Angeliky. Poutnice je překvapena – v době Angeličiny smrti zde nebyla. Začíná chápat, jak se věci mají.
Poutnice svede dohromady Adelu a Martina. Ti se konečně dají do hovoru a Martin Adele prozradí dvě tajemství. Prvním z nich je skutečnost, že Angelika není mrtvá, nýbrž utekla se svým milencem – Martin je viděl utíkat v loďce přes řeku. Cestou ztratila v řece šátek, a když z toho lidé usoudili, že se Angelika utopila, Martin jim to nevyvracel – nechal rodinu žít v domnění, že Angelika zemřela, aby neposkvrnil jejich vzpomínky na ni. Druhým tajemstvím je, že se do Adely zamiloval, avšak protože jeho žena je naživu, nemůže jednat podle svých citů. Martin také popisuje, že ve vsi nemá Adela dobrou pověst, protože se lidé domnívají, že si neoprávněně osobuje, co patřilo Angelice, a že se snaží ukrást Angelice manžela. Proto Martin míní, že musí odejít do Kastilie, aby uchránil Adelu před hněvem vesničanů. Když Adela jeho city opětuje, rozhodnou se alespoň dnešní noc ještě strávit spolu.
Když Angeličina matka slyší o náklonnosti mezi Adelou a Martinem, netěší ji sice, že by si Martin vzal někoho jiného než její dceru, ale dává novému páru své požehnání před odchodem na svatojánskou slavnost. Adela však ví, že o Martina brzy přijde, a proto si zoufá; Poutnice ji však povzbuzuje a posílá ji i děti, aby se dnes večer bavily.

### 4. dějství
Když se setmí a všichni odešli na slavnost kolem svatojánských ohňů, vrací se nikým nespatřena Angelika. Je zoufalá a vyčerpaná: její milenec ji už dávno opustil. Čtyři roky šla z ruky do ruky a žila z ruky do úst, nyní překonala pýchu a vrací se. Doufá, že jí rodina odpustí a Martin ji snad ještě má rád a přijme ji zpět. Poutnice jí vysvětluje, že není možné, aby se vrátila na své místo: to už zaujala jiná dívka. Poutnice sem byla poslána ne pro Adelu, ale pro Angeliku. To její čas nastal, aby doprovodila Poutnici k řece tentokrát doopravdy utonula, čímž uchrání pověst svou i své rodiny a ušetří jejich city. Angelika se zpěčuje, ale nakonec vyráží k řece. Poutnice následuje a povzdechne si, jak závidí lidem smrtelnost a lásku. – Ráno je nalezeno Angeličino tělo neporušené, ač se údajně utopila již před čtyřmi lety. Lidé to považují za zázrak; Angeličino tělo může být konečně pohřbeno a její rodina se může konečně vyrovnat s její smrtí.